# Ламберц, Вернер
Ве́рнер Ла́мберц (нем. Werner Lamberz; 14 апреля 1929, Майен — 6 марта 1978, Ливия) — политический деятель ГДР, член Политбюро ЦК СЕПГ (1971—1978). Председатель партийной Комиссии агитации и пропаганды, куратор средств массовой информации социалистической Германии. В 1970-х годах считался одним из кандидатов в «наследники» генерального секретаря ЦК СЕПГ Эриха Хонеккера.
Погиб в авиакатастрофе в ходе официального визита в Ливию.

## Ранние годы. Партийный аппаратчик
Родился в городе Майен под Кобленцем в семье члена германской компартии, лидера местной ячейки Петера Ламберца. После прихода нацистов к власти Петер Ламберц, бывший строителем, был арестован, после своего освобождения находился под полицейским наблюдением. Сын помогал ему скрываться в последние месяцы войны. В 1939—1943 годах Вернер состоял в юнгфольке, до 1945 года являлся членом гитлерюгенда. Другом юности Ламберца был будущий актёр Марио Адорф.
В 1941—1944 годах Ламберц обучался в школе Адольфа Гитлера (учебное заведение для будущих руководителей режима) в Зонтхофене. Местные партийные работники и родня посоветовали матери Вернера устроить детей в эту школу во избежание преследования семьи коммуниста. В конце войны подрабатывал в детском саду, строительной фирме, затем выучился на печника и монтёра. В 1946 году после смерти жены Петер Ламберц уехал в Луккенвальде в советской зоне оккупации. Сын последовал за ним и в 1947 году вступил Союз свободной немецкой молодёжи, затем в Социалистическую единую партию Германии. Работал в комсомольской и партийной районных организациях в Луккенвальде, а в 1949—1952 годах — в земельной организации Бранденбурга.
В 1950 году Ламберц окончил земельную партийную школу в Шмервице, после чего оставлен там преподавать. В августе 1952 года направлен в Высшую комсомольскую школу при ЦК ВЛКСМ в Москве, которую окончил в 1953 году. Вернувшись в ГДР, Вернер Ламберц был избран членом Центрального совета Союза свободной немецкой молодёжи, где в качестве секретаря совета курировал сперва агитацию и пропаганду, а затем вопросы культуры. В 1955—1959 годах — постоянный представитель ЦС ССНМ в Исполнительном комитете Всемирной федерации демократической молодёжи в Будапеште. В период работы В. Ламберца в немецком комсомоле у него сложились доверительные отношения с председателем ЦС ССНМ Эрихом Хонеккером, который позже будет избран генеральным секретарём ЦК СЕПГ.
В 1963 году Ламберц поступил на работу в Комиссию ЦК по агитации и пропаганде (курировал зарубежную пропаганду), избран кандидатом в члены ЦК СЕПГ. В 1966 году сам возглавлял эту Комиссию, сменив Альберта Нордена. С 1967 года Вернер Ламберц — член ЦК СЕПГ и Избирательной комиссии ГДР, депутат Народной палаты ГДР. В 1970 году был принят кандидатом в члены, а в июне 1971 года, проведя в статусе кандидата лишь 8 месяцев — избран в Политбюро. Был введён в высшее руководство страны своим ментором Эрихом Хонеккером на фоне отставки Вальтера Ульбрихта, которая состоялась весной 1971 года.
Войдя в политбюро, Вернер Ламберц оставил пост главы комиссии по агитации и пропаганде ЦК, однако продолжил курировать эту деятельность уже на высшем партийном уровне. Он имел репутацию способного пропагандиста, аппаратчика, пользовавшегося доверием Советского Союза. Отличался большой работоспособностью — лично редактировал газетные тексты и заголовки, отдавал указания редакторам СМИ по телефону вплоть до поздней ночи. Был известен своими предложениями по преодолению кофейного кризиса. В отношениях с западными журналистами Ламберц демонстрировал открытость, устраивал для них коктейльные вечеринки, на которых вёл себя развязно для руководителя столь высокого уровня. Был полиглотом, свободно общался на французском и русском языках с иностранцами.

## Гибель
В марте 1978 года Вернер Ламберц в рамках своей африканской поездки находился в Ливии, где вёл переговоры с ливийским правительством о предоставлении кредитов и заключении соглашения о финансировании экспорта текстильной продукции ГДР в третьи страны через Ливию. Ламберц встречался с Муаммаром Каддафи в палаточном городке в 45 км от Бени-Валида. На обратном пути в Триполи вертолёт Super Frelon с делегацией ГДР на борту потерпел крушение с высоты 30 м. Все находившиеся на борту погибли, в том числе Вернер Ламберц и сопровождавшие его руководитель отдела ЦК СЕПГ Пауль Марковски, переводчик Армин Эрнст и фоторепортёр Ганс-Иоахим Шпремберг. Причиной авиакатастрофы предположительно стала неисправность винта.
Судебно-медицинская экспертиза тел погибших проводилась в берлинской клинике «Шарите», причём останки Вернера Ламберца идентифицировать не удалось. Тем не менее, торжественные похороны Ламберца состоялись, урна покоится в Мемориале социалистов на Центральном кладбище Фридрихсфельде в берлинском Лихтенберге.